# Bushman
Pour les articles homonymes, voir Bochimans pour le peuple des bushmen.
Bushman, de son vrai nom Dwight Duncan, est un chanteur de reggae jamaïcain né en 1973 dans un village de la paroisse de Saint-Thomas.

## Biographie
Dwight Duncan naît dans la paroisse de Saint-Thomas. Il est élevé dans la culture rastafari. Il chante dans des chorales durant son enfance et se fait connaître sous le pseudonyme Junior Melody en tant que selector du sound system Black Star Line. Il se rend à Kingston afin de faire carrière dans la musique. Ses premiers singles sous le nom de Bushman sont réalisés par les producteurs de dancehall Steely and Clevie (en). Son premier album, intitulé Nyah Man Chant, sort en 1997. Il collabore ensuite avec King Jammy sur ses deux albums suivants.
En 2007, Bushman se produit à l'Independence Park lors d'un concert organisé en hommage à Peter Tosh. En 2011, il reprend des titres de l'ancien-Wailer sur l'album Sings the Bush Doctor. Des musiciens l'ayant côtoyé, comme Robbie Lyn et Sly Dunbar, participent à l'enregistrement,.

## Style musical et influences
Depuis la fin des années 1990, Bushman participe au mouvement de renouveau du reggae roots.

## Discographie

### Albums
- 1997 : Nyah Man Chant (VP Records)
- 1999 : Total Commitment (Greensleeves Records)
- 2000 : A Better Place (Artists Only)
- 2001 : Higher Ground (Greensleeves)
- 2001 : Live at Opera House Toronto
- 2002 : Toe 2 Toe (avec Luciano)
- 2003 : My Meditation (Charm)
- 2004 : Signs (VP Records)
- 2008 : Get It In Your Mind (Burning Bushes Music)
- 2009 : Most Wanted (Greensleeves)
- 2011 : Sings the Bush Doctor (VP Records)